# Ținutul Perm
Kraina (Ținutul) Perm (în limba rusă: Пе́рмский край) este un subiect federal al Rusiei (o kraină) care a fost înființată pe 1 decembrie 2005 ca urmare a referendumului asupra unirii regiunii Perm cu Okrugul (Districtul) Autonom Komi-Permiak. Orașul Perm este centrul administrativ al noului subiect federal. 
Okrugul (Districtul) Komi-Permiak păstrează statutul său autonom în cadrul Ținutului Perm în perioada de tranziție 2006–2008. De asemenea păstrează un buget separat de cel al krainei. După perioada de tranziție, bugetul districtului va fi subiect al legii bugetului ținutului. Perioada de tranziție a fost instituită deoarece districtul Komi-Perimiak se bazează foarte mult pe subsidiile federale și o tăiere bruscă a acestor fonduri putea să-i dezechilibreze economia. 

### Ora locală
Ținutul Perm Krai se află pe fusul orar al Ekaterinburgului (YEKT/YEKST).  Diferența față de UTC este de  +0500 (YEKT)/+0600 (YEKST).